# Transfer (sport)
Bij sport is een transfer een overgang van een teamsporter naar een andere club. De term wordt in Europa vooral gebruikt binnen het betaald voetbal.

## Transfersom
Het is gebruikelijk dat de club en de speler zich aan elkaar binden met een contract voor een bepaalde periode. Bij een tussentijdse transfer is de beslissing niet enkel aan de speler en de nieuwe club, maar dient er tevens overeenstemming te zijn met de oude club. Meestal bedingt deze een financiële vergoeding, de transfersom, die de nieuwe club betaalt. Dit wordt wel het "verkopen" van de speler genoemd.

## Transfervrij
Als het contract van een speler afloopt aan het einde van een sportseizoen kan hij zonder transfersom worden ingelijfd door een andere club. Deze andere club hoeft dan geen transferbedrag te betalen aan de club waar hij eerst speelde. Dit is voor sommige voetballers een uitkomst. Als ze hun contract dat vaak van 1 juli tot en met 30 juni van het daaropvolgende jaar loopt niet willen verlengen, zal het contract aflopen en kunnen andere clubs interesse voor die speler tonen omdat er toch geen geld betaald hoeft te worden.

### Arrest
Deze vrijheid aan het einde van een contractperiode bij een transfer is het gevolg van het Bosman-arrest van het Europese Hof van Justitie op 15 december 1995. De naam Bosman-arrest komt van de Belgische voetballer Jean-Marc Bosman die in het jaar 1990 zijn vrijheid opeiste nadat zijn contract bij Club Luik afgelopen was. In deze tijd was het echter zo dat nadat een contract afgelopen was er toch een afkoopsom betaald moest worden als er van club gewisseld ging worden.
Het Websterarrest (vernoemd naar de Schotse voetbal Andy Webster) bepaalt dat een voetballer na drie jaar kan vertrekken bij een club tegen een kleine vergoeding. Bij voetballers van minimaal 28 jaar gaat het om twee jaar. Het Dahmane-arrest, vernoemd naar Mohamed Dahmane, bepaalt dat een voetballer (in België) met een afkoopsom van ongeveer een jaarsalaris zijn langdurig contract af kan kopen. Volgens een rechtbank in Genk is een sporter hiermee gelijk aan een gewone werknemer.
In België heb je ook nog de Wet van '78 die zegt dat een speler zijn contract kan opzeggen mits betaling van een vergoeding gelijk aan het loon dat ze nog zouden verdienen in de periode tussen verbreking en normale einde van hun contract. Vooral jonge spelers die nog weinig verdienen, gebruiken deze wet als drukkingsmiddel bij een aanvraag voor loonsverhoging of transfer.

## Transferlijst
Sporters die niet langer gewenst zijn of nodig bevonden worden door hun werkgever komen op deze lijst te staan. Zij kunnen dan worden aangeboden bij andere clubs om de verbintenis tussen persoon en club zo spoedig mogelijk te verbreken. Ook komt het voor dat de sporter zelf vraagt om op de lijst geplaatst te worden. Dit gebeurt meestal wanneer een sporter het niet meer naar zijn/haar zin heeft bij de huidige club, of wanneer hij/zij toe is aan een nieuwe uitdaging.

## Transferwindow
Een transferwindow is een periode die gebruikt wordt in de voetbalwereld waarin spelers van club mogen wisselen.
In het Europese voetbal geldt over het algemeen een transferwindow van 1 januari tot en met 31 januari en van 1 juli tot en met 31 augustus. In elk ander tijdvak kunnen spelers niet direct van club wisselen. Een speler die reeds bij een club op huurbasis speelt kan in sommige competities wel altijd een nieuw contract tekenen of tussentijds worden teruggehaald. Andere spelers die een contract tekenen kunnen voor de ingangsdatum alleen een datum in de transferwindow gebruiken. De aanmelding bij de UEFA voor de Europese toernooien kan nog tot 24 uur na de transferdeadline. De transferdeadline is het moment dat de transferwindow weer sluit, oftewel in het algemeen in Europa op 31 januari 24:00 (CET) en 31 augustus 24:00 (CEST).
Sommige landen, zoals Rusland, wijken af van deze transferwindow. Die sluiten bijvoorbeeld pas later of eerder hun window. Spelers kunnen in dat geval nog wel naar clubs verhuizen in landen waar de window geopend is, maar niet andersom.
In het jaar 2020 was de transferwindow in de zomer voor het Europese voetbal wegens de Coronacrisis anders. Diverse aantal landen hadden in juli of augustus een paar weken de window open en vervolgens in september tot en met 5 oktober 24:00 (CEST).